# VfL Sindelfingen (femenino)
El VfL Sindelfingen Frauen es la sección femenina del VfL Sindelfingen, un club alemán de fútbol . Viste de azul, y juega en la Verbandsliga Württemberg, en el Floschenstadion de Sindelfingen, al suroeste del país.

## Historia
El Sindelfingen femenino se creó en 1971. Ha jugado en la Bundesliga entre 1991 y 1997, en 2006, y desde 2012. Ha llegado a los cuartos de final de la Copa en cuatro ocasiones, la última en 2009.
En 2013 fue penúltimo, pero se salvó por el descenso administrativo del SC Bad Neuenahr.
Su última temporada en la Bundesliga fue en 2013-14.